# Iron River (condado de Bayfield, Wisconsin)
Iron River es un pueblo ubicado en el condado de Bayfield en el estado estadounidense de Wisconsin. En el Censo de 2010 tenía una población de 1.123 habitantes y una densidad poblacional de 12,42 personas por km².

## Geografía
Iron River se encuentra ubicado en las coordenadas 46°32′56″N 91°22′37″O / 46.54889, -91.37694. Según la Oficina del Censo de los Estados Unidos, Iron River tiene una superficie total de 90.44 km², de la cual 81.64 km² corresponden a tierra firme y (9.73%) 8.8 km² es agua.

## Demografía
Según el censo de 2010, había 1.123 personas residiendo en Iron River. La densidad de población era de 12,42 hab./km². De los 1.123 habitantes, Iron River estaba compuesto por el 95.1% blancos, el 0.09% eran afroamericanos, el 2.49% eran amerindios, el 0.27% eran asiáticos, el 0% eran isleños del Pacífico, el 0.09% eran de otras razas y el 1.96% pertenecían a dos o más razas. Del total de la población el 0.53% eran hispanos o latinos de cualquier raza.